# Mattheus Molanus
Mattheus Adolfszoon Molanus, född omkring 1591 i Frankenthal, död (begraven den 3 april) 1645 i Middelburg, var en flamländsk landskapsmålare.
Molanus var påverkad av Paulus Bril och Jan Brueghel den äldre. Han målade med förkärlek små, sirligt utförda och med rikt staffage försedda vinterstycken, som förvärvade honom namnet "Snö-Brueghel". En av hans sällsynta målningar, Nederländsk by vintertiden plundrad av spanska soldater, ägdes vid 1900-talets början av stadsmäklare H. Schultz i Stockholm.